# Jean Tranape
Jean Tranape, né le 3 décembre 1918 à Nouméa, et mort le 21 août 2012 à Rueil-Malmaison (Hauts-de-Seine) est un combattant de la France libre, héros de la bataille de Bir-Hakeim, compagnon de la Libération.

## Biographie
Fils d’un commerçant néo-calédonien d'origine vietnamienne, Jean Tranape est dessinateur de travaux publics lorsqu’il commence en janvier 1940 son service militaire au Bataillon mixte d’Infanterie coloniale de Tahiti.
Après le ralliement de la Nouvelle-Calédonie à la France libre le 19 septembre 1940, il s’engage pour la durée de la guerre dans le bataillon du Pacifique du commandant Félix Broche.
À partir de juillet 1941, Jean Tranape combat au Moyen-Orient. En 1942, il est à la bataille de Bir Hakeim où il est remarqué pour sa conduite héroïque et cité à l’ordre de l’Armée. Le bataillon du Pacifique est ensuite fusionné avec le 1er bataillon d’infanterie coloniale pour créer le 1er bataillon d’infanterie de marine. Jean Tranape continue la guerre avec sa nouvelle unité dans les combats de Libye, de Tripolitaine et de Tunisie. Il est blessé le 12 mai 1944 pendant la campagne d'Italie. Il participe au débarquement de Provence et est de nouveau blessé lors des combats de la libération de Toulon. Il est porte-drapeau de son unité lors du défilé de la victoire sur les Champs-Élysées. Démobilisé en juillet 1946 comme sergent-chef, il reprend son activité professionnelle comme dessinateur industriel.
Le général de Gaulle lui a remis en personne en juin 1944 la croix de Compagnon de la Libération. Membre du Conseil de l’Ordre de la Libération depuis 1958, Jean Tranape était commandeur de la Légion d’honneur et titulaire de la  Médaille militaire et de la croix de guerre 1939-1945 avec deux palmes.
D'avril à octobre 2012, il devient le deuxième parrain de promotion des engagés volontaires de l'armée de Terre du centre de formation initiale militaire de la 1re brigade mécanisée, héritier des traditions de la 1re division française libre.
Jean Tranape meurt le 21 août 2012, à l’âge de 93 ans, à Rueil-Malmaison.
Le 11 avril 2015, l'espace Jean Tranape est inauguré à Rueil-Malmaison.

## Décorations militaires
- Commandeur de la Légion d'honneur[8]
- Compagnon de la Libération par décret du 20 novembre 1944[9]
- Médaille militaire
- Croix de guerre 1939-1945 avec deux palmes
- Médaille coloniale avec agrafes Libye, Bir-Hakeim, Tripolitaine, Tunisie
- Médaille commémorative des services volontaires dans la France libre
- Insigne des blessés militaires
- Médaille commémorative française de la guerre 1939-1945

## Sources
- Site de l'ordre de la Libération
- Jean-Mathieu Boris, Combattants de la France Libre, Perrin, 2012  (ISBN 2-262040028)
- « Jean Tranape », dans Vladimir Trouplin, Dictionnaire des compagnons de la Libération, Bordeaux, Elytis, 2010 (ISBN 9782356390332, lire en ligne).
- « Jean Tranape », dans Henri Weill, Les compagnons de la Libération : Résister à 20 ans, Toulouse, Privat, 2006 (ISBN 2-7089-4428-2), p. 97-103.
- Jean-Christophe Notin, 1061 Compagnons : histoire des Compagnons de la Libération, Paris, Perrin, 2000, 822 p. (ISBN 2-262-01606-2 et 9782262016067).